# Cor van Dusseldorp
Cornelis Anton (Cor) van Dusseldorp (Capelle aan den IJssel, 15 maart 1972) is een Nederlandse dammer die sinds zijn jeugd speelt voor RDC Rijnsburg en in de Dambond Midden-Holland ook als jeugdtrainer en secretaris actief is. Hij heeft deelgenomen aan meerdere Nederlandse kampioenschappen dammen.
Hij is recordwinnaar van het Nederlands studentenkampioenschap met vier toernooizeges. Hij is in het bezit van de titels Internationaal Meester en Nationaal Meester.

## Resultaten

### Nederlands kampioenschap
| Jaar | Plaats     | Resultaten |
| 2001 | Zwartsluis | 12e plaats |
| 2002 | Velp       | 11e plaats |
| 2003 | Amsterdam  | 14e plaats |
| 2006 | Culemborg  | 8e plaats  |
| 2010 | Emmen      | 12e plaats |

### Europees kampioenschap
| Jaar | Plaats | Resultaten |
| 2012 | Emmen  | 20e plaats |

### Nederlands studentenkampioenschap
| Jaar | Resultaten |
| 1991 | Goud       |
| 1992 | Goud       |
| 1997 | Goud       |
| 1998 | Goud       |

### Amsterdams Paastoernooi
| Jaar | Resultaten |
| 1997 | Goud       |
| 2013 | Goud       |
| 2014 | Goud       |

### Tavira Open
| Jaar | Resultaten |
| 2009 | Goud       |

### Nijmegen Open
| Jaar | Resultaten |
| 2012 | Zilver     |